# Xanthopimpla porrecta
Xanthopimpla porrecta (лат.) — вид перепончатокрылых наездников-ихневмонид рода Xanthopimpla из подсемейства Pimplinae (Ichneumonidae). Название porrecta происходит от латинского слова, означающего «вытянутый» или «длинный» и дано по признаку удлиненного первого тергита брюшка.

## Распространение
Вьетнам (Bac Can Province, Ba Ne NP).

## Описание
Среднего размера перепончатокрылые насекомые. Основная окраска жёлтая с небольшими чёрными пятнами. Длина тела 18,5 мм, переднего крыла 15 мм. Скутеллюм конический с срединным острием; первый тергит удлиненный, в 1,6 раза шире на вершине; тергиты метасомы с двумя чёрными пятнами; ножны яйцеклада короткие, в 0,27 раза длиннее задних голеней. Предположительно, как и близкие виды паразитирует на гусеницах и куколках бабочек (Lepidoptera). Вид был впервые описан в 2011 году энтомологами из Вьетнама (Nhi Thi Pham; Institute of Ecology and Biological Resources, 18 Hoang Quoc Viet, Ханой, Вьетнам), Великобритании (Gavin R. Broad; Department of Entomology, Natural History Museum, Лондон, Великобритания), Японии (Rikio Matsumoto; Osaka Museum of Natural History, Осака, Япония) и Германии (Wolfgang J. Wägele; Zoological Reasearch Museum Alexander Koenig, Бонн, Германия). Xanthopimpla porrecta отличается от своих сородичей короткими ножнами яйцеклада и удлиненным первым тергитом метасомы.